# Ескалиева, Нагима Хабдуловна
Нагима Хабдуловна Ескалиева (род. 3 февраля 1954 в пос. Фабричный, Джамбульского района, Алма-Атинской обл.) — советская и казахстанская эстрадная певица, киноактриса и телеведущая. Профессор кафедры эстрадный вокал КАЗНАИ. Народная артистка Казахстана (1999). Заслуженная артистка Казахской ССР (1985).

## Биография
Родилась в многодетной семье. Она с детства мечтала о сцене, но никогда не думала стать певицей. В детстве занималась в драматическом кружке сельского Дворца Пионеров. Планировала поступать в театральный институт.

## Творчество
В 1973 году окончила Республиканскую студию эстрадно-циркового искусства (класс вокала Лаки Кесоглу), а в 1977 году — музыкальное училище им. Чайковского (отделение хорового дирижирования). С того же года солистка Объединения музыкальных ансамблей при «Казахконцерте». С 1978 года солистка Республиканского молодёжного эстрадного ансамбля «Гульдер». С 1985 года работает в Алматинской областной филармонии, поёт в эстрадной группе-ансамбле Медеу. В 1987 году окончила Чимкентский педагогический институт культуры им. Аль-Фараби. Общественный деятель, член Комитета молодёжных организаций Казахстана. Н.Ескалиева обладает выразительным голосом большого диапазона. В её репертуаре казахские народные песни, песни народов мира, песни советских и современных композиторов. Принимала активное участие в концертных программах Всесоюзного («Песня года» в Останкино) и Казахского Гостелерадио. Гастролировала за рубежом (Чехословакия, Монголия, Алжир-1977 г., Куба-1978 г., ГДР-1979 г., Дания-1983 г.)
Была членом жюри вокального телешоу «SuperStar KZ». А также восемь сезона подряд членом жюри вокального телешоу «X Factor».

## Конкурсы и награды
- Дипломант III-Всесоюзного телевизионного конкурса артистов эстрады «С песне по жизни», (1979, Ленинград),
- 2-го Всесоюзного музыкального фестиваля (1984),
- Лауреат международного конкурса эстрадной песни «Золотой Орфей» в Болгарии (1984),
- Участница культурной программы 12-го Всемирного фестиваля молодёжи и студентов (1985, Москва),
- Всесоюзного музыкального фестиваля «Золотая осень» (1985, Ташкент),
- Была членом жюри вокального телешоу «SuperStar KZ». А также четыре сезона подряд членом жюри вокального телешоу «X Factor».
- Народная артистка Казахстана (1999)
- Заслуженная артистка Казахской ССР (1985)
- Премия Ленинского комсомола Казахской ССР (1984)
- Орден «Курмет» (2013)
- Медаль «20 лет Астане» (2018)
- «Отличник образования Республики Казахстана»
- 2020 (5 октября) — Медаль «Народная благодарность» («Халық алғысы»)[2]

## Личная жизнь и семья
Нагима Ескалиева дважды была замужем. 
Первый муж — Александр Аблаев, пианист, аранжировщик, был художественным руководителем ансамбля Медеу; сын — Диас Александрович Аблаев (род. 1986) – эстрадный певец и музыкант. 
Второй муж — Алмаз Естеков, бывший советский диссидент, уехавший в США.

## Фильмы
- 1981 — Родные степи — Нагима
- 1983 — Искупи свою вину — Раушан
- 1984 — Сладкий сок внутри травы — эпизод
- 2009 — Кайрат — Чемпион, или Девственник № 1 — Маргарита.